# Sindrome di Lesch-Nyhan
La sindrome di Lesch-Nyhan (LNS), nota anche come sindrome di Nyhan o gotta giovanile, è una rara malattia ereditaria X-linked recessiva causata da un difetto dell'enzima ipoxantina-guanina fosforibosil transferasi (HGPRT). L'HGPRT è un enzima che recupera le basi azotate (in particolare guanina e ipoxantina) sintetizzando i rispettivi nucleotidi . 
Questo difetto fa sì che ci sia un mancato recupero di queste basi azotate e quindi un catabolismo di queste molecole ad acido urico  .
Esistono anche forme più lievi in cui la via di feedback non è totalmente assente, ma possiede una ridotta attività enzimatica.
Questa sindrome colpisce quasi esclusivamente i bambini maschi.
Si manifesta verso i due anni e presenta iperuricemia, deficit neurologico grave, tendenza all'autolesionismo e, in alcuni casi, artrite gottosa.

## Sintomi
1. Si possono osservare piccoli cristalli arancioni nei pannolini
2. Alterazione nello sviluppo motorio: a 8-9 mesi il bambino non riesce a stare seduto, non si muove "carponi", non è in grado di camminare
3. Movimenti involontari anomali, di tipo coreico
4. Ritardo mentale, associato in parte all'accumulo delle purine per l'alterato metabolismo delle stesse.
5. Comportamento autolesivo (automutilazione) tipico, con tendenza a mordersi labbra e lingua, e ad amputarsi le dita. Una possibile spiegazione di questo comportamento potrebbe essere identificata con l'ipotesi che il deficit enzimatico sia associato alla riduzione di dopamina, innescando i comportamenti autolesionistici.

## Terapia
La terapia è effettuata con allopurinolo o con inibitori della xantina ossidasi. Questi riducono l'iperuricemia ma non migliorano il quadro neurologico.